# William Heise
William Heise (1847 – 14 de Fevereiro de 1910) foi um cineasta, produtor cinematográfico e diretor de fotografia estadunidense nascido na Alemanha, um dos pioneiros do cinema, ativo na década de 1890 e creditado por mais de 175 curtas-metragens mudos. 
É dele, por exemplo, a esquete We All Smoke, promovendo a marca "Admiral Cigarettes", em 1897, considerado o primeiro anúncio publicitário filmado da história, produzido pelo Edison Studios, de Thomas Edison.
Junto com William K. L. Dickson, Heise foi um dos cineastas mais prolíficos dos primórdios do cinema. Ele trabalhou com Dickson em muitos dos primeiros curtas, capturando inúmeras cenas da vida cotidiana, bem como diferentes aspectos do desempenho humano e do esporte. A direção, nesse estágio inicial do cinema, consistia principalmente em apontar uma câmera fixa em uma direção e capturar qualquer ação que acontecesse dentro do quadro. 